# Gruzínská vojenská cesta

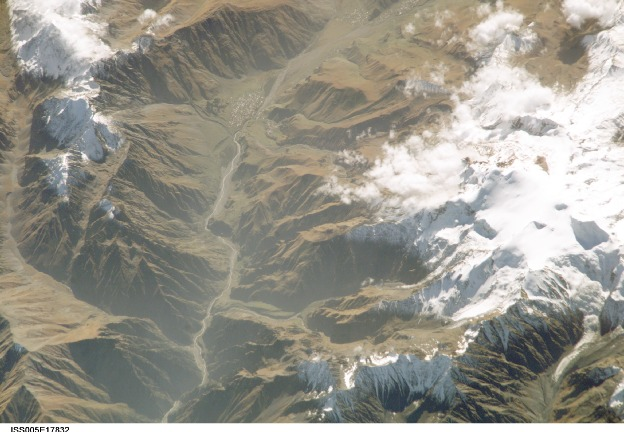
Pohled ze stanice ISS od severu na cestu procházející sídlem Stepancminda. Vpravo je hora Kazbek.

Gruzínská vojenská cesta (gruzínsky საქართველოს სამხედრო გზა – Sakartvelos samchedro gza, rusky Военно-Грузинская дорога – Vojenno-Gruzinskaja doroga) je historický název hlavní cesty přes Velký Kavkaz spojující město Tbilisi v Gruzii a město Vladikavkaz v Severní Osetii (Rusku). Alternativními cestami přes Kavkaz západně od Gruzínské vojenské cesty jsou Transkavkazská magistrála (Rokským tunelem nedaleko Rokského průsmyku do Cchinvali) a Osetská vojenská silnice (přes Mamisonský průsmyk do Kutaisi).

## Popis

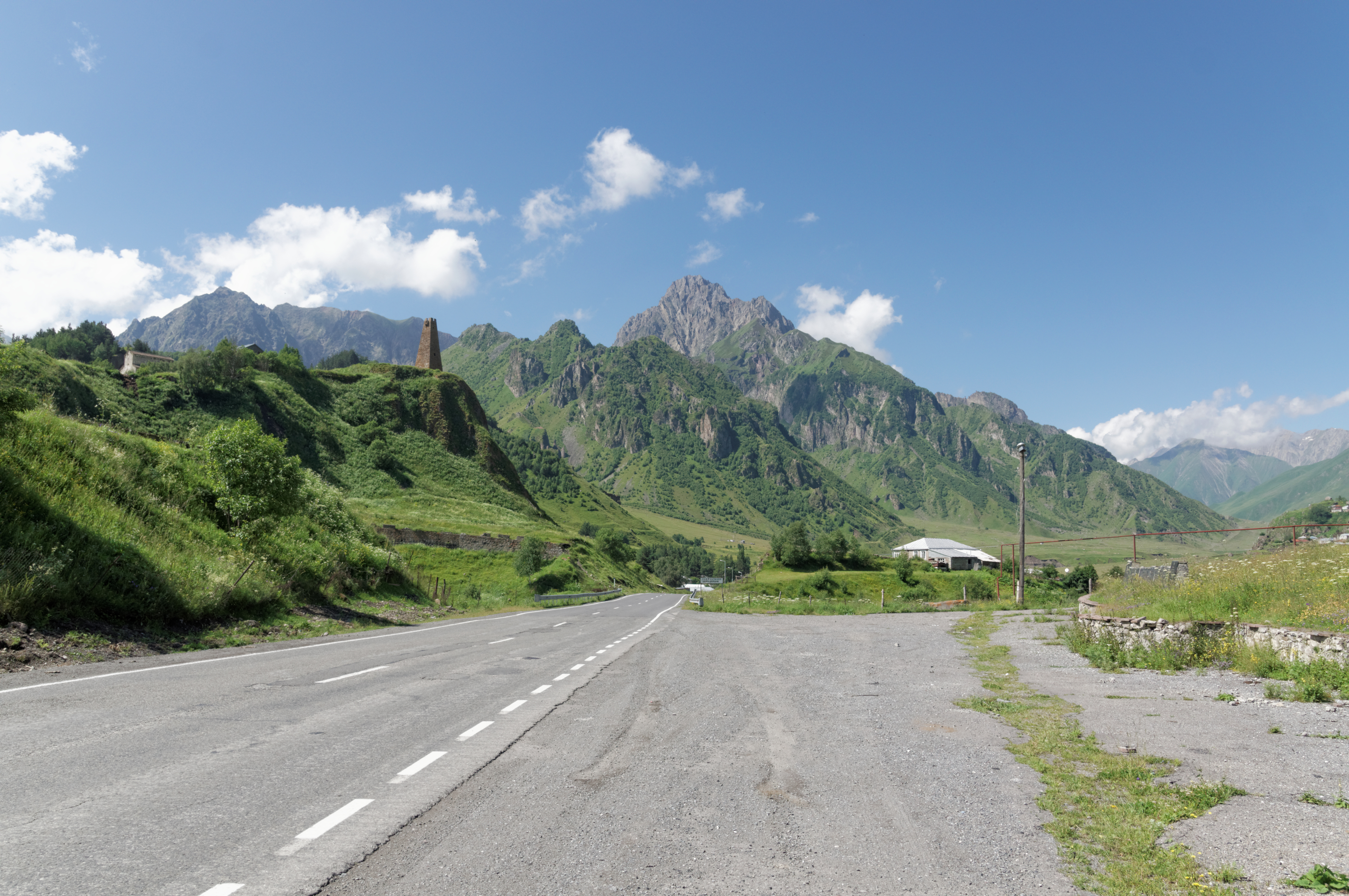
Sioni

Gruzínská vojenská cesta je dlouhá 213 km. Od Vladikavkazu stoupá údolím řeky Terek do Darialského průsmyku, tunely křižuje boční kavkazský hřbet, vstupuje na území Gruzie a po úpatí hory Kazbek prochází městečkem Stepancminda (dříve Kazbegi). U vesnice Almassiani se silnice stáčí do rokle řeky Baidarka (pravého přítoku řeky Terek). Na jejím jižním konci překonává hlavní hřeben Velkého Kavkazu (též zvaném hřeben Mtiuleti) Křížovým průsmykem v nadmořské výšce 2395 m. Za průsmykem začíná klesat kolem bývalé poštovní stanice Gudauri (výška 2 196 m) a serpentinami dolů do údolí řeky Bílá Aragvi. Tuto řeku pak sleduje až k soutoku s jejím ramenem Černá Aragvi (též Gudamaqri Aragvi), míjí Žinvalskou přehradu a podél Aragvi probíhá až k jejímu soutoku s Kurou u Mcchety nedaleko Tbilisi.
V současnosti je ve výstavbě necelých 10 km dlouhý tunel pod lyžařským střediskem Gudauri.

### Historie
Trasa byla známá již ve starověku. Od samého začátku byla využívána různými vojsky (např. římské, perské, mongolské), kupci a celými národy[zdroj?] putujícími mezi Evropou a Asií.
Název se váže k první rekonstrukci v devatenáctém století, která zvýšila její vojenský význam. Zásluhu na tom měli ruští vládcové, kteří ji rozšířili a zpevnili tak, aby tudy mohli transportovat vojenskou techniku a mužstvo do oblasti válek s Tureckem a kavkazskými národy.
Vybudována byla po roce 1783, kdy se Kartli-kachetijské carství (dnešní východní Gruzie) stalo na vlastní žádost ruským protektorátem. Současně byla založena i pevnost Vladikavkaz v Severní Osetii, výchozí bod cesty. Výstavba byla dokončena roku 1799. Poté, co byla východní Gruzie roku 1801 připojena k ruskému impériu, začala rekonstrukce povrchu silnice, která trvala do roku 1863. Cesta sehrála významnou roli v rozvoji hospodářských vztahů mezi Ruskem a Zakavkazskem.
I v 21. století je významnou dopravní trasou spojující Rusko nejenom s Gruzií, ale i s Arménií, blokovanou z východu nepřátelským Ázerbájdžánem. Od 11. července 2006 byla cesta Ruskem uzavřena. Formálním důvodem byla rekonstrukce pohraničního přechodu Vrchní Lars (rusky Верхний Ларс [Věrchnij Lars]). Průjezd byl opět možný od 1. března 2010, avšak pouze pro občany Společenství nezávislých států a Gruzie, tj. turisté ze zemí EU, včetně České republiky, jej využívat nemohli. Od srpna 2012 byl přechod otevřen i pro občany třetích zemí.

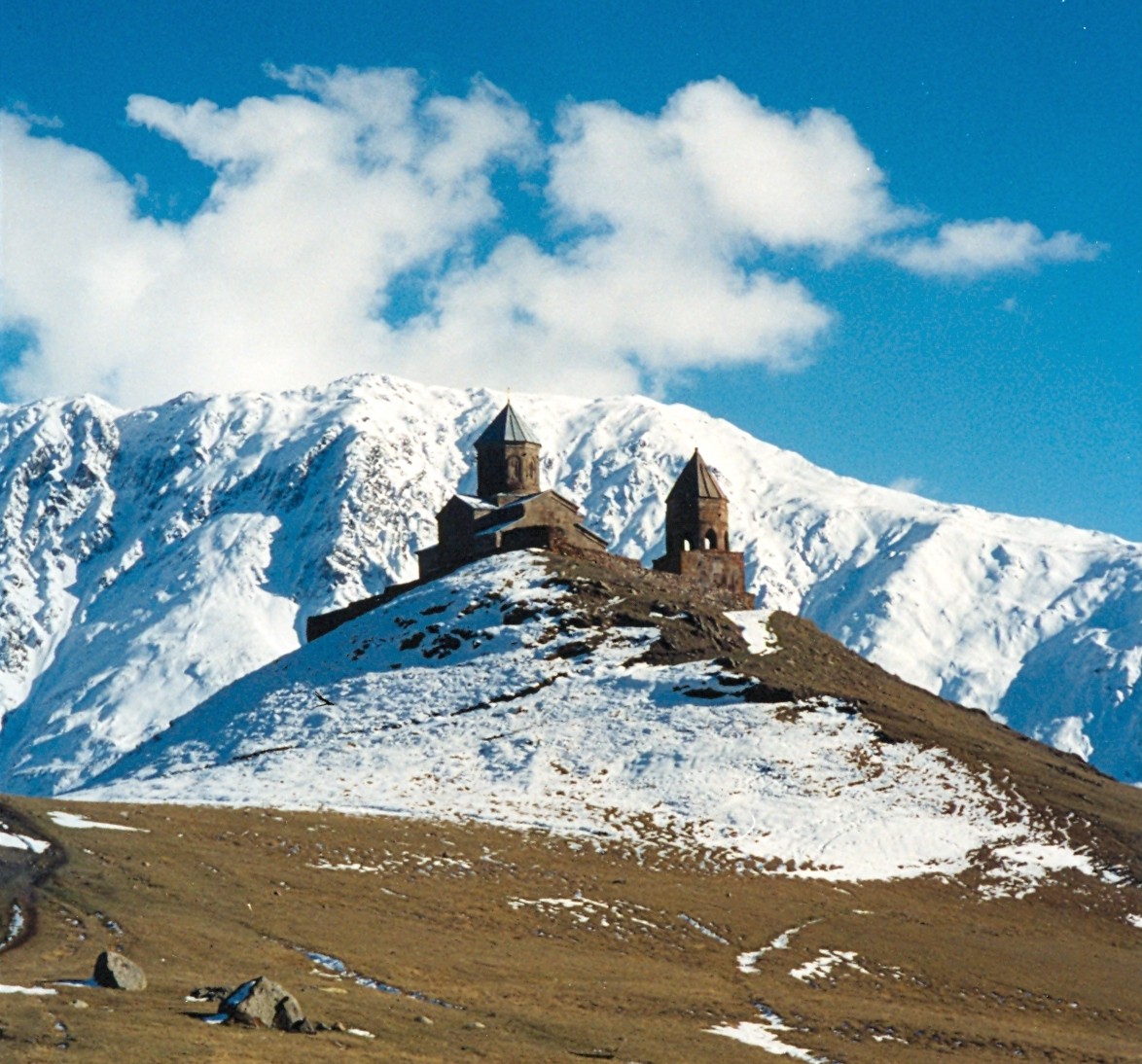
Symbol Gruzie Cminda Sameba na úpatí hory Kazbek

## Pozoruhodnosti
K pozoruhodnostem podél cesty patří
- Darialská soutěska s pevností Darialskoe postaveného v roce 1804 na obranu cesty
- Zřícenina Darialské tvrze a věznice v Darialské soutěsce (zámek královny Tamary)
- Hora Kazbek (5033 m n. m.), třetí nejvyšší hora Gruzie a šestá nejvyšší hora Kavkazu
- Kostel Nejsvětější Trojice, zvaný též Cminda Sameba, nad městečkem Stepancminda (dříve Kazbegi) v nadmořské výšce přes 2170 m
- Kostel v Garbani z 9.–10. století ve vesnici Garbani, 8 km od Stepancmindy a pevnůstka v sousední Sioni
- Historické město Mccheta (přijaté na Seznam světového dědictví UNESCO), bývalé hlavní město Gruzie, u přítoku řeky Aragvi do řeky Kury, založené ve druhé polovině prvního tisíciletí před naším letopočtem
- Klášter Džvari, v překladu „Chrám Kříže“ ze 6. století
- Katedrála „životodárných sloupů“ Sveticchoveli z 11. století v Mcchetě
- Středověká pevnost Ananuri ze 17. století
- Hydroelektrárna Zahesi na řece Kura u města Mccheta

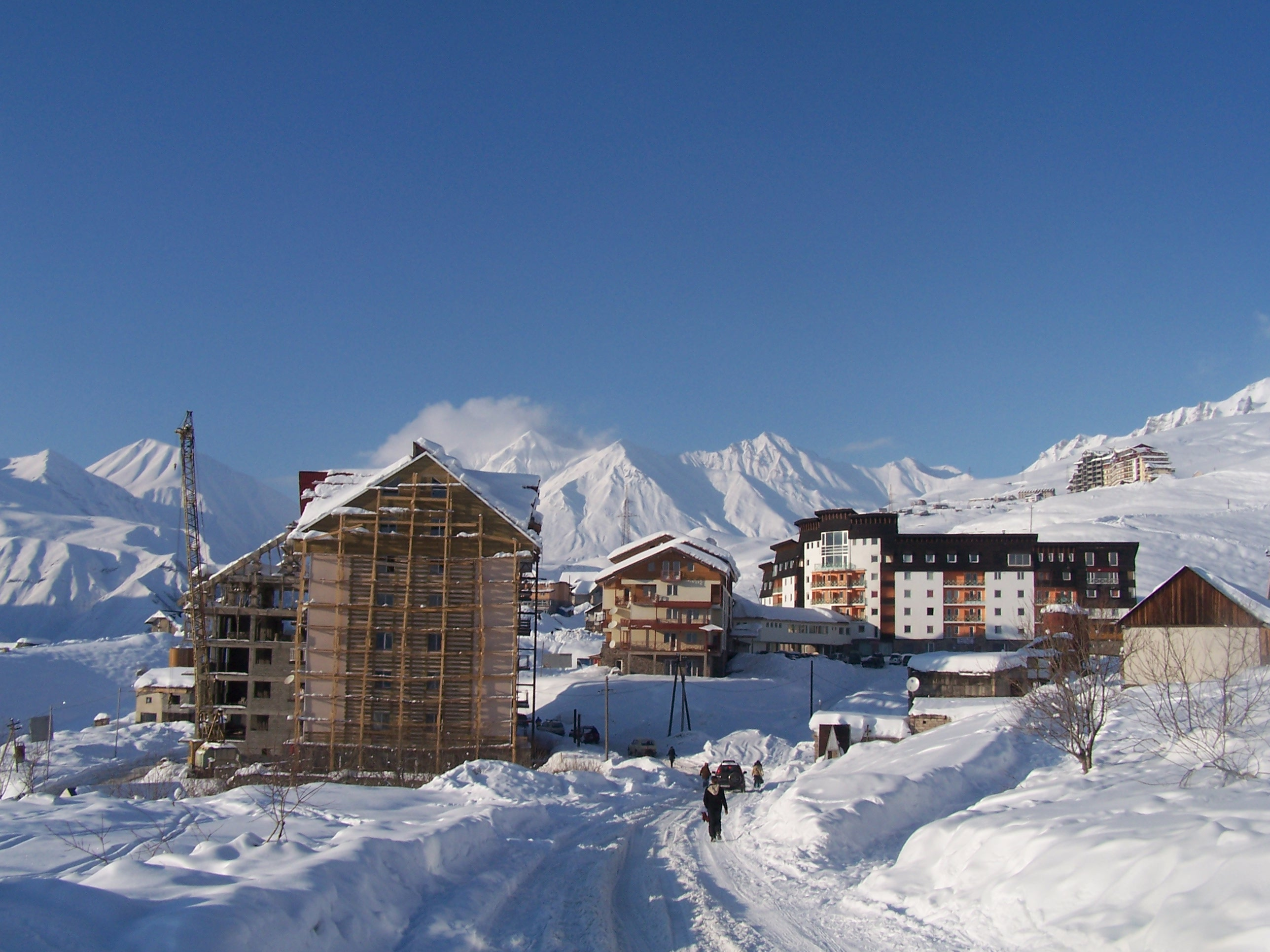
Lyžařský areál Gudauri v nadmořské výšce 2196 m

Výhledy na horské panoráma podél cesty jsou úchvatné. V místech, kde je vozovka vytesána do skalního masívu se z jedné strany tyčí do závratné výše skály, které z druhé strany cesty padají do hlubokého údolí.
Nedaleko bývalé poštovní stanice v Gudauri postavili rakouští a švédští investoři v nadmořské výšce 2196 m čtyřhvězdičkový sportovní hotel s tenisovou halou a lyžařskými vleky. Areál zahrnuje i chatky pro lyžařské svazy provozující heliskiing (sjezdové lyžování mimo rekreační areály používající vrtulník místo lyžařského vleku).
Spisovatelé Alexandr Sergejevič Puškin, Michail Jurjevič Lermontov a Alexandre Dumas starší cestu procestovali a zvěčnili ve svých povídkách.